# 楔蕊花科
楔蕊花科（学名：Sphenostemonaceae），只有1属10种，分布在新几内亚、新喀里多尼亚和澳大利亚东北。
本科植物为常绿乔木或灌木；单叶互生、对生或螺旋式排列，有锯齿，革质，无托叶；花小，雄蕊有鞘，花丝楔形；果实为核果。
1981年的克朗奎斯特分类法将其列在茶茱萸科，1998年根据基因亲缘关系分类的APG 分类法认为应该单独分出一个科，直接放在II类真菊分支之下，2003年经过修订的APG II 分类法维持原分类。